# Оливър и приятели
Оливър и приятели (на английски: Oliver & Company) е американски музикален анимационен филм от 1988 г. на Уолт Дисни Анимейшън Студиос. Филмът е вдъхновен от романа на Чарлс Дикенс Оливър Туист, който многократно е бил адаптиран за екран. Във филма Оливър е бездомно котенце, което се присъединява към банда кучета за да оцелее на улицата. Наред с другите промени, действието се развива не в Лондон от 19 век, а вместо това то е пренесено в днешен Ню Йорк.